# Straßenrennen der Männer bei den Panamerikanischen Meisterschaften
Das Straßenrennen der Männer bei den Panamerikanischen Meisterschaften wird seit 1974 im Rahmen der Panamerika-Meisterschaften im Straßenradsport (Campeonatos panamericanos de ciclismo) als Kontinentalmeisterschaft für Amerika ausgetragen. Startberechtigt in dem Eintagesrennen sind Radrennfahrer der nationalen Verbände, die Mitglied in der Confederacion Panamericana de Ciclismo (COPACI) sind. Die Veranstaltungsorte wechseln, die Teilnehmer werden von den nationalen Verbänden im Rahmen von Nationalmannschaften benannt. Die Sieger der Panamerika-Meisterschaften bekommen ein spezielles Trikot verliehen. Seit 2004 wird das Rennen (Ausnahme 2020) jährlich ausgetragen.

## Palmarès
- 1974  Luis Hernán Díaz
- 1976  Luis Rosendo Ramos Maldonado
- 1978  Rodolfo Vitela
- 1980  Eduardo Trillini
- 1981  Manuel Aravena
- 1982  Jair Braga
- 1984  Ramón Tolosa
- 1986 nicht ausgetragen
- 1988  Juan Carlos Arias Acosta
- 1990  José Robles
- 1992  Héctor Chiles
- 1994  Albeiro Giraldo
- 1996  Márcio May
- 1997  Eduardo Uribe
- 1998  Jesús Zárate
- 2000  Raúl Montaña
- 2002  Daniel Rincón
- 2004  Manuel Guevara
- 2005  John Parra
- 2006  José Serpa
- 2007  Martin Gilbert
- 2008  Richard Mascarañas
- 2009  Gregorio Ladino
- 2010  Carlos Oyarzun
- 2011  Gregolry Panizo
- 2012  Maximiliano Richeze
- 2013  Jonathan Paredes
- 2014  Byron Guamá
- 2015  Byron Guamá
- 2016  Jonathan Caicedo
- 2017  Nelson Soto
- 2018  Sebastián Molano
- 2019  Jefferson Cepeda
- 2020 nicht ausgetragen
- 2021  Nelson Soto
- 2022  Emiliano Contreras
- 2023  Pier-André Coté
- 2024  Leangel Linarez
- 2025  Álvaro Hodeg